# Maladie et mort de Georges Pompidou

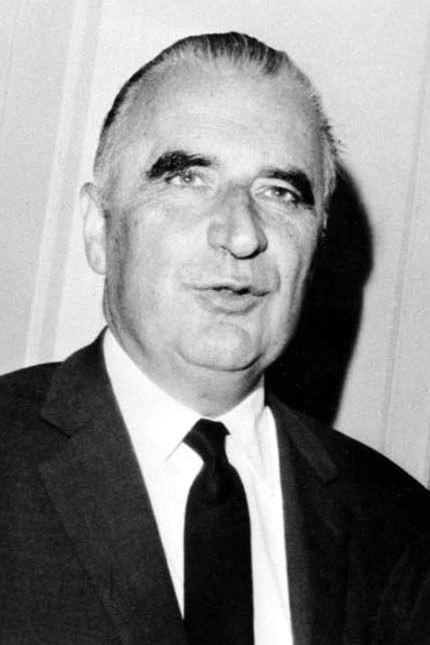
Georges Pompidou en 1969, année de son élection à la présidence de la République française.

La maladie et mort de Georges Pompidou renvoient aux dernières années de la vie du Président de la République Georges Pompidou. Il est diagnostiqué de la maladie de Waldenström à la fin des années 1960, et meurt le 2 avril 1974 à l'âge de 62 ans, alors qu'il lui restait encore deux années de mandat présidentiel à effectuer. Il était atteint de cette forme de cancer depuis plusieurs années et tandis que son apparence changeait durant son mandat, le chef de l’État n’a jamais publiquement révélé sa maladie.

## Contexte

### Départ de Charles de Gaulle et élection présidentielle de 1969
À la tête du pays depuis 1959, le président de Gaulle démissionne à la suite de la victoire du « non » au référendum constitutionnel de 1969, ce qui entraîne une élection présidentielle anticipée. Au second tour du scrutin, l’ancien Premier ministre gaulliste Georges Pompidou l’emporte face au président centriste par intérim, Alain Poher. Élu pour un septennat, le nouveau chef de l’État a 57 ans.

### Symptômes et diagnostic
Avant même son accession à l’Élysée, Georges Pompidou se plaignait de légères fatigues et de maux de tête. Des saignements de nez et des états grippaux à répétition le conduisent à réaliser des examens, qui révèlent qu'il est atteint de la maladie de Waldenström, un cancer hématologique caractérisé par des lymphoplasmocytes[Quoi ?] proliférant au niveau de la moelle osseuse et synthétisant une immunoglobuline monoclonale.
Selon le médecin Jean Bernard, Georges Pompidou était atteint de la maladie de Waldenström depuis 1968 et le savait probablement au moment de son entrée à l’Élysée ; il estime que s’il avait renoncé à son mandat présidentiel, la progression de sa maladie n'aurait pas été aussi rapide. D’après la CIA, sa maladie a été diagnostiquée seulement à l’été 1971, mais le service de renseignement ignore sa nature jusqu'au moins 1972, ; la CIA aurait notamment analysé les urines du président français lors de son voyage en Islande, en juin 1973, pour connaître sa maladie.

## Évolution de la maladie

### Traitements
Dès le début de l’année 1973, la maladie et les médicaments, notamment les corticoïdes, rendent son visage extrêmement gonflé, lui font prendre du poids et ralentissent sa démarche. Le chef de l’État se consacre essentiellement à la politique étrangère et délègue de plus en plus, notamment au secrétaire général de la présidence de la République, Édouard Balladur. Selon ce dernier, le président Pompidou lui aurait dit, en 1973 : « Je vous fais confiance, je compte sur vous pour veiller à tout et ne me saisir que des problèmes les plus importants. Je me concentrerai moi-même sur la politique étrangère ». Le président de la République ne se déplace plus au palais de l'Élysée que lorsque c'était indispensable, préférant rester et travailler chez lui. 

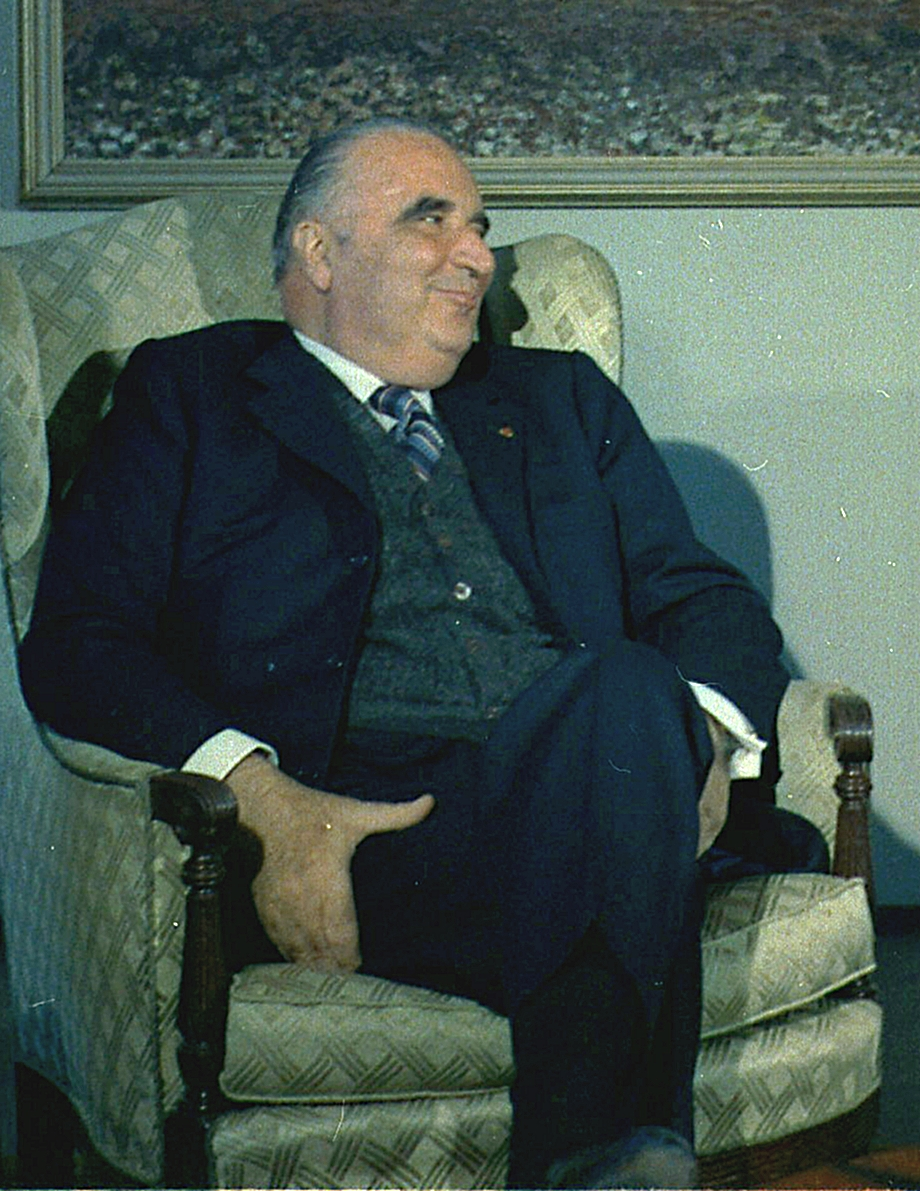
Le visage du président Pompidou, gonflé par le traitement de sa maladie, choque lors du sommet franco-américain de Reykjavik, en 1973.

Georges Pompidou limite les réceptions et déplacements, après lesquels il est souvent contraint de s’aliter plusieurs jours. Sa rencontre avec Léonid Brejnev à Rambouillet à la fin du mois de juin 1973 est particulièrement éprouvante. Il rencontre cependant Mao Zedong, en Chine, le 12 septembre 1973. À partir de l'hiver suivant, il se retire dans son appartement de l'île Saint-Louis et il est placé sous une assistance médicale permanente, la septicémie ayant envahi son organisme.

### Communication officielle
Le changement d’apparence du chef de l’État surprend lors de ses entretiens avec des dirigeants étrangers. En janvier 1973, lorsqu’il rencontre Léonid Brejnev à Minsk, puis en mai à Reykjavik, où il se rend pour échanger avec Richard Nixon contre l’avis de ses médecins, le président américain confie d’ailleurs à son entourage : « Celui-là n'en a plus pour longtemps ».
Au début de l'année 1974, ses « grippes », selon les déclarations officielles, se multiplient. Les communiqués optimistes n'empêchent pas d'alimenter les rumeurs sur la gravité de la maladie,, ou la démission du président. Lors d'une conférence de presse, le président Pompidou annonce même qu'il envisage de briguer un second mandat à l'occasion de l’élection présidentielle prévue en 1976. Édouard Balladur rapporte qu'entre 1973 et le début de l'année 1974, « la suite se préparait, les candidats rassemblaient leurs cohortes », en prévision de la mort du président. 
Pour la première fois sous la Cinquième République, un communiqué officiel, signé le 7 février 1974 par son médecin personnel, Jean Vignalou, informe sur la santé du président. Un communiqué du 21 mars 1974 fait état d'une « lésion bénigne d'origine vasculaire, située dans la région ano-rectale, et hyperalgique par intermittence », la maladie de Waldenström étant caractérisée par des hémorragies importantes.  
L'agenda politique du président est marqué par des nombreuses annulations, comme le dîner annuel offert en l'honneur du corps diplomatique le 21 mars. En mars, Le Monde rapporte que plusieurs personnalités du gaullisme, comme Jacques Chaban-Delmas, Olivier Guichard, Roger Frey, Michel Debré et Jacques Foccart se sont réunis pour évoquer la possibilité d'inciter le président de la République à renoncer aux fonctions. 
Le 27 mars, il préside son dernier conseil des ministres et déclara « Il faut que j'aborde maintenant devant vous un sujet dont je n'ai jamais parlé. Je passe par des moments bien difficiles. Tout cela n'est pas très agréable. J'ai besoin de repos, j'irai à Cajarc. Ensuite, cela ira mieux. »

## Mort et obsèques

### Mort

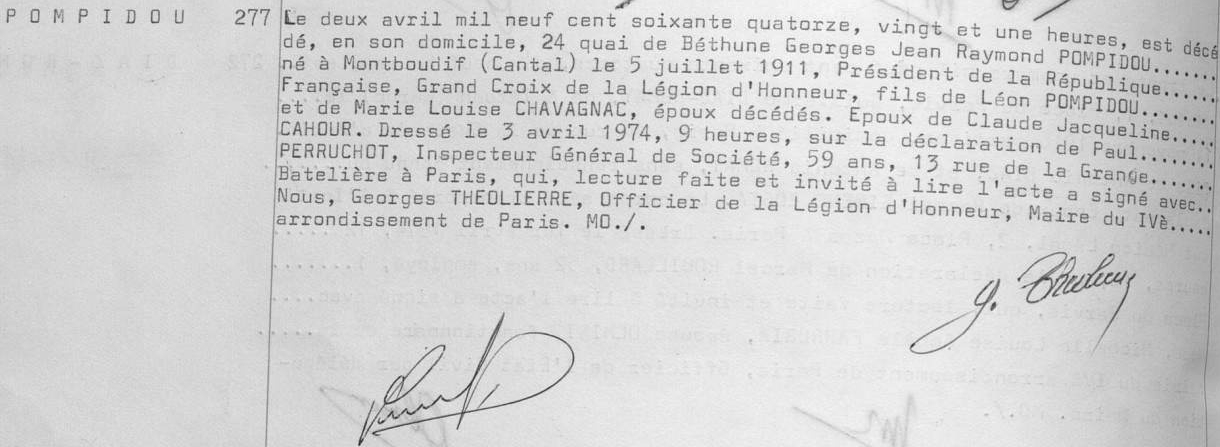
Acte de décès.

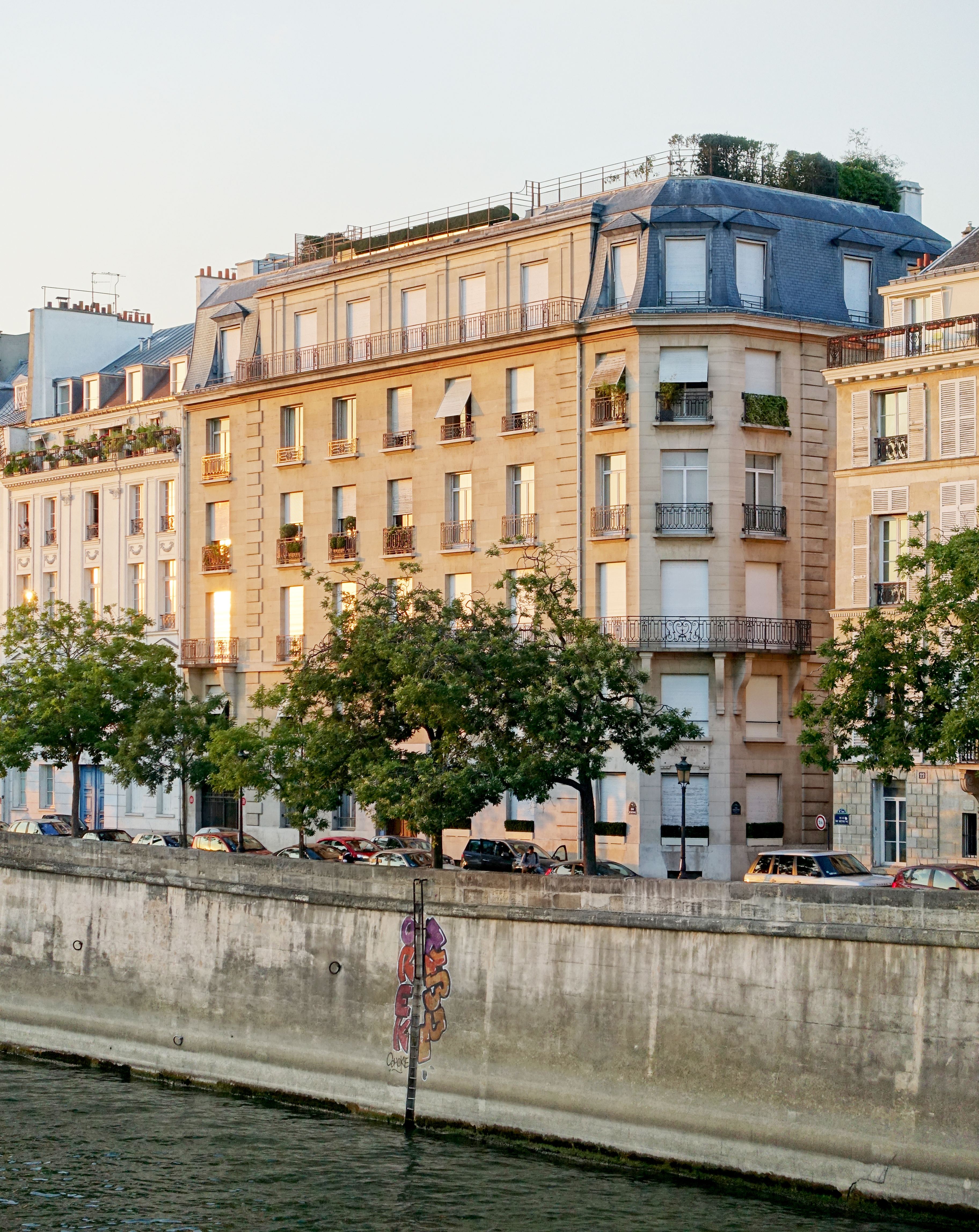
L'hôtel particulier du 24, quai de Béthune (Paris), où meurt Georges Pompidou.

Au début de l'année 1974, les médecins du président considèrent, après analyse de son sang, qu'il ne peut survivre que jusqu'à octobre 1974. Du fait des complications infectieuses provoquées par l'affaiblissement des fonctions immunitaires induit par la prednisone, Georges Pompidou meurt d'une septicémie dans son appartement parisien du deuxième étage de l'hôtel d'Hesselin, au 24 quai de Béthune, sur l'île Saint-Louis, le 2 avril 1974 à 21 h.
Le film L'Homme de Kiev à la télévision française, sur la deuxième chaîne de l'ORTF, dans le cadre de l'émission Les Dossiers de l'écran présentée par Alain Jérôme, est interrompue le 2 avril 1974 à 22 h 15 par l'annonce par Philippe Harrouard du décès du président Pompidou.
À l'exception de Pierre Messmer, principalement pour récupérer les codes nucléaires,, Claude Pompidou ne veut recevoir aucune personnalité publique pour se recueillir au quai de Béthune devant la dépouille de son mari.

### Obsèques nationales

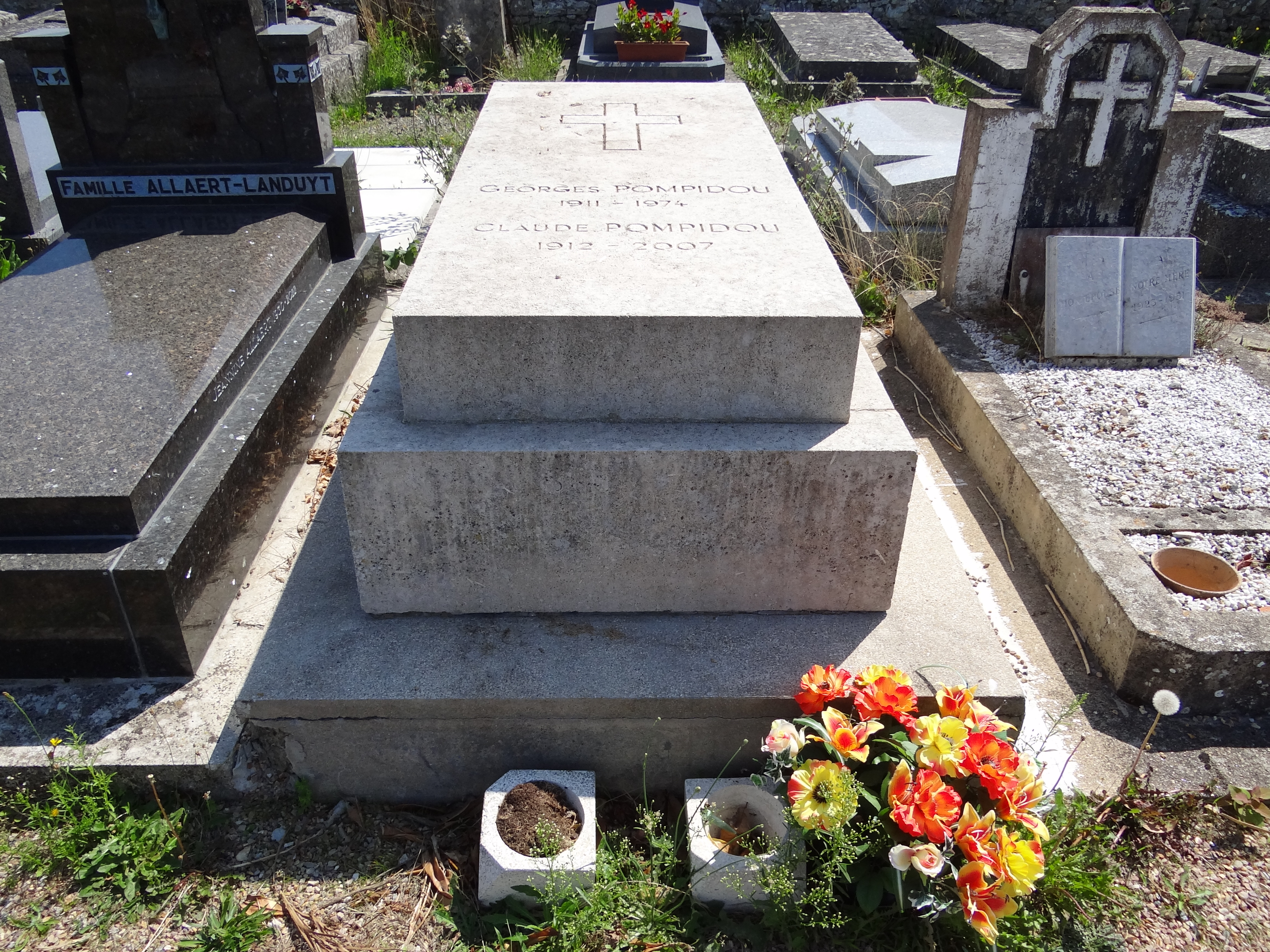
La tombe de Georges et Claude Pompidou au cimetière d'Orvilliers (Yvelines).

Le 6 avril 1974, des obsèques nationales sont célébrées en la cathédrale Notre-Dame de Paris, lors d'une cérémonie présidée par le cardinal Marty, archevêque de Paris, en présence d'une grande partie de la classe politique française et de plusieurs chefs d'État étrangers : Richard Nixon, Léopold Sédar Senghor, le prince Rainier, Habib Bourguiba, Nikolaï Podgorny, le roi Baudouin, Edward Heath (la royauté étant représentée par le prince Philip), Willy Brandt, Zulfikar Ali Bhutto, Jean-Bedel Bokassa, Pierre Elliott Trudeau, etc.. Son inhumation se déroule à Orvilliers (Yvelines), dans la plus stricte intimité et sans « fleurs, ni couronnes, ni monument funéraire », avec « une simple dalle de pierre », comme souhaité par le président défunt dans son testament rédigé en août 1972. Son enterrement est à l'image de son épitaphe, composée juste après son élection à la présidence : « Les peuples heureux n'ont pas d'histoire ; je souhaiterais que les historiens n'aient pas trop de choses à dire sur mon mandat. »

## Postérité

### Débat autour des facultés de Georges Pompidou
Après sa mort, la question de la capacité de Georges Pompidou à exercer ses fonctions est soulevée. S'il avait semble-t-il renoncé à s'impliquer dans la politique intérieure française, laissant Édouard Balladur s’en occuper, il tenait à continuer à intervenir en matière de politique étrangère, « domaine réservé » du chef de l’État sous la Cinquième République. Cependant, même dans ce domaine, sa maladie semble avoir diminué ses capacités. En octobre 1973, il se montre relativement discret dans la gestion de la guerre du Kippour.

### Santé des présidents de la République

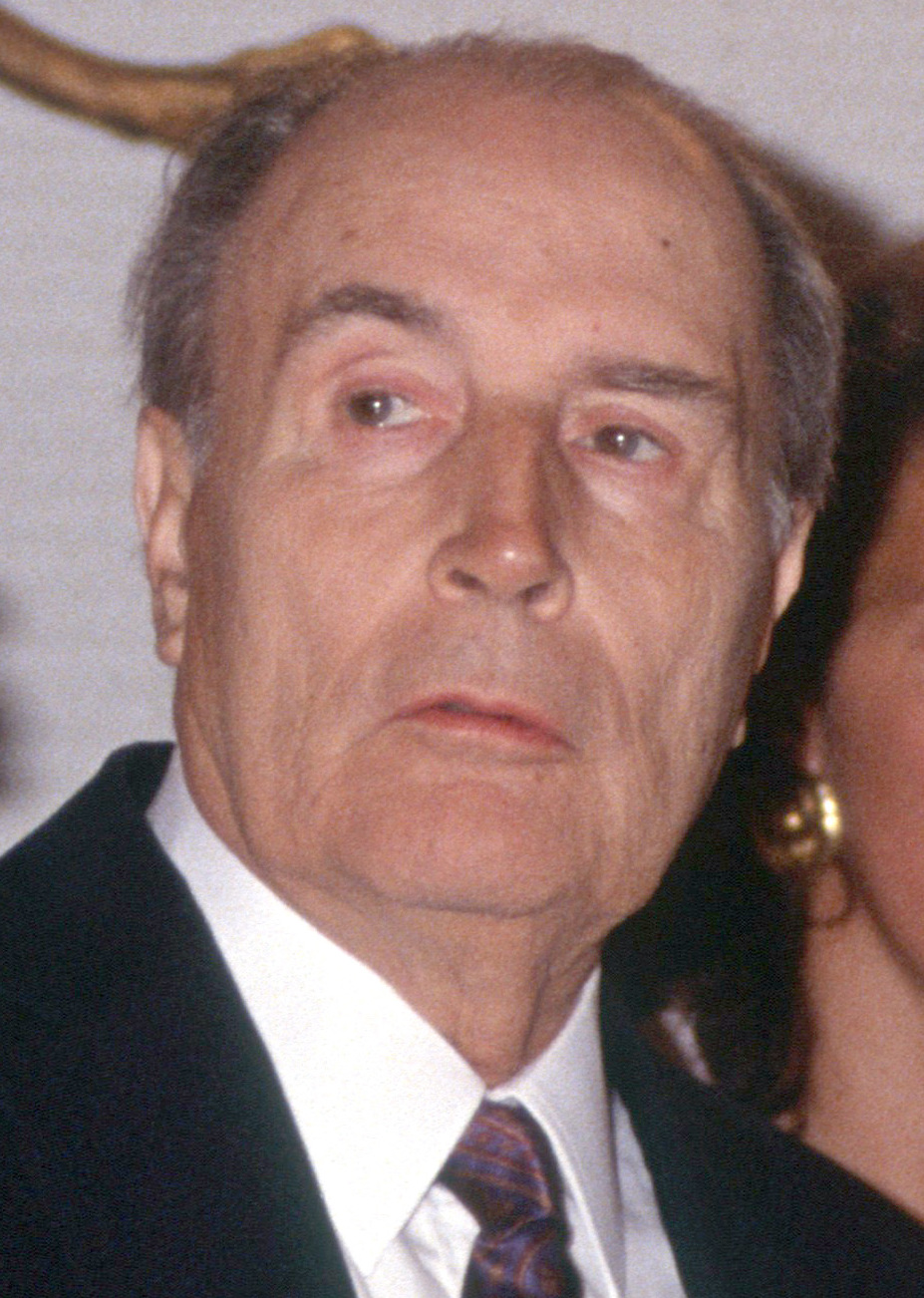
Lors de son élection à la présidence de la République, François Mitterrand promet la transparence sur son état de santé mais fait publier des bulletins médicaux falsifiés, cachant un cancer pendant une grande partie de sa présidence.

La mort brutale du président engendre une polémique au sujet du secret tenu autour de sa maladie. La classe politique « convient » alors que les futurs présidents de la République devront rendre compte de leur état de santé. Cependant, François Mitterrand, qui s'était engagé durant sa campagne de 1981 à publier des bulletins de santé réguliers, dissimulera lui aussi, après son accession au pouvoir, la gravité du cancer dont il souffrait.
De même, la nature réelle de « l'accident vasculaire » dont est victime Jacques Chirac le 2 septembre 2005 n'est pas précisée, les communiqués officiels restant flous à ce sujet.

### Dans la culture populaire
À la télévision, les derniers mois de la vie de Georges Pompidou sont relatés dans le téléfilm historique Mort d'un président (2011).